# Содержание (творческая акция)
«Содержание» — творческая акция, посвященная актуальным тенденциям в развитии современного искусства и общества. Придумана лидером группы «Центр» Василием Шумовым. Представляет собой серию живых выступлений и альбомов, записанных Василием Шумовым в сотрудничестве с российскими музыкантами.

## Содержание (2010)
Альбом вышел в мае 2010 года. В записи приняли участие: Барто, Би-2, Найк Борзов, Михаил Борзыкин («Телевизор»), The Vivisectors, В.К.Г.Д., Игорь Журавлёв («Альянс»), Евгений Ильницкий, Игорь Лапухин («Ногу Свело»), Олег Нестеров, отЗвуки Му, Пахом, Владимир Рацкевич, Владимир Рекшан, Александр Ф. Скляр, Туфельки туи, Вова Терех («Ривущие Струны»), TV set under repair, Радио Чипльдук, Центр, Дмитрий Шагин, Василий Шумов.
| №                   | Название                          | примечание                                                                                            | Длительность |
| ------------------- | --------------------------------- | --- | ------------ |
| 1.                  | «Эпошка»                          | Василий Шумов и Игорь Журавлёв                                                                        | 4:06         |
| 2.                  | «Краткий курс взяток»             | Радио Чипльдук                                                                                        | 0:56         |
| 3.                  | «Калькулятор пенсионера»          | Би-2 и Василий Шумов                                                                                  | 4:18         |
| 4.                  | «А у нас вот так»                 | Дмитрий Шагин и отЗвуки Му                                                                            | 4:45         |
| 5.                  | «Одна и надолго»                  | Барто и Василий Шумов                                                                                 | 3:55         |
| 6.                  | «Позитиф»                         | Михаил Борзыкин                                                                                       | 3:40         |
| 7.                  | «Москва стоит»                    | Василий Шумов и музыканты с myspace                                                                   | 4:11         |
| 8.                  | «Бубу ньюз»                       | Радио Чипльдук                                                                                        | 0:33         |
| 9.                  | «Бюро Разговорных Услуг (Б.Р.У.)» | Владимир Рекшан                                                                                       | 4:11         |
| 10.                 | «Сердцебиение»                    | Центр                                                                                                 | 5:16         |
| 11.                 | «Всепонимающие глаза»             | The Vivisectors и Василий Шумов                                                                       | 3:18         |
| 12.                 | «Алек$еев»                        | Радио Чипльдук и Центр                                                                                | 3:33         |
| 13.                 | «Содержание»                      | Олег Нестеров, Найк Борзов, Александр Ф. Скляр, Сергей Пахомов (Пахом), Вова Терех («Ривущие Струны») | 3:32         |
| Общая длительность: | Общая длительность:               | Общая длительность:                                                                                   | 46:27        |

## Содержание Микс (2010)
Диск вышел в 2010 году как приложение к сентябрьскому номеру журнала «Stereo&Video» и представляет собой ремиксы композиций с альбома «Содержание». Стиль: Electronica/Dance, длина: 1:06:58
1. Евгений Ильницкий И Лида Королева — Эпошка (Zydeco Mix) (03:53)
2. Василий Шумов — Краткий Курс Взяток (Remix) (02:18)
3. DJ Android — Калькулятор Пенсионера (Remix) (04:27)
4. Алексей МС Павлов И Павел Хотин — А У Нас Вот Так (Вот Так Фанк) (02:40)
5. TakayaM — Одна И Надолго (Remix) (04:00)
6. DJ Android — Позитиф (Негативный Микс) (05:36)
7. Jamcat — Москва Стоит (Remix) (04:12)
8. Василий Шумов — Бу Бу Ньюз (Remix) (01:36)
9. Ana-Ir — Бюро Разговорных Услуг (Б. Р. У.) Techno Mix (03:59)
10. Batiskaf — Сердцебиение (Mid-West Remix) (05:02)
11. Миша Vivisector — Всепонимающие Глаза (Remix) (03:15)
12. Василий Шумов — Алек$Еев 2010 (04:04)
13. Владимир Рацкевич — Содержание (Remix) (04:37)
14. Interzona Feat. MC Matz — Легенды Подполья (03:45)
15. YpsY — Бюро Разговорных Услуг (Б. Р. У.) A Cappella Mix (03:33)
16. Garoldovich — Одна И Надолго (Space Trance Mix) (05:01)
17. E_Phen — Бюро Разговорных Услуг (Б. Р. У.) Electro Mix (05:00)

## Содержание 2 (2011)
Длина: 50:00
1. Сша Зайцев — Меня Нет В Вашей Гонке 03:51
2. Штабеля — Я Согласен 02:40
3. Jamcat feat. Вова Титаник — Суббота Начинается 03:24
4. Малага — Герои 04:19
5. Ночной Проспект — Player 02:59
6. Партизаны Против Public Relations — Звук 03:39
7. Девять — Думать 03:18
8. INTERZONA — Офисный Рай 03:30
9. Пахом — Правилка 04:18
10. Театр «Грим Масса» — Зеленые Похороны 02:28
11. Психоделические Призмы — Веселая Песня 03:23
12. Квартира 23 — Шишелмышел 03:51
13. Центр — Тюремное Кб 05:13
14. Нина На Дне — В Пустых Коробках 03:13

## Белый альбом (2012)
В июне 2012 года вышел очередной сборник акции «Содержание», посвященный протестному движению в России. Альбом был выпущен в виде интернет-сборника на 6 дисках (свыше 200 композиций). В записи приняло участие множество российских независимых музыкантов. Треки доступны для свободного скачивания в интернете.